# Nogent-en-Othe
Nogent-en-Othe é uma comuna francesa na região administrativa de Grande Leste, no departamento de Aube. Estende-se por uma área de 9,06 km². Em 2010 a comuna tinha 50 habitantes (densidade: 5,5 hab./km²).